# Petra Schmitz
Pour les articles homonymes, voir Schmitz.
Petra Schmitz, née le 22 février 1972 à Saint-Vith est une femme politique belge germanophone, membre du ProDG.
Elle est institutrice.

## Fonctions politiques
- 2009- : membre du parlement germanophone.